# Forsflugskvätta
Forsflugskvätta (Monachella muelleriana) är en fågel i familjen sydhakar inom ordningen tättingar.

## Utseende och läte
Forsflugskvättan är en rätt liten fågel med vitt på undersida, ansikte och panna, svart på vingar, stjärt och huvudets baksida samt grått på ryggen med ljusare övergump. Den hittas i samma miljöer som forslärkan, men är mindre och saknar svart på ryggen och i ansiktet. Sången är ljus och pipig, lätet hård och raspigt. 

## Utbredning och systematik
Forsflugskvättan placeras som enda art i släktet Monachella. Den delas in i två underarter:
- Monachella muelleriana muelleriana – förekommer i snabbt rinnande vattendrag på Nya Guinea
- Monachella muelleriana coultasi – förekommer på Niu Briten (Bismarcköarna)

Sedan 2016 urskiljer Birdlife International och naturvårdsunionen IUCN coultasi som den egna arten "newbritainflugskvätta". 

## Levnadssätt
Forsflugskvättan hittas vid trädkantade steniga forsar i lägre bergstrakter. Den sitter på stenar eller grenar över vattendraget, varifrån den gör utfall för att fånga insekter.

## Status
IUCN bedömer hotstatus för underarterna (eller arterna) var för sig, coultasi som nära hotad och muelleriana som livskraftig.